# Electrophaes chrysophaës
Electrophaes chrysophaës är en fjärilsart som beskrevs av Louis Beethoven Prout 1923. Electrophaes chrysophaës ingår i släktet Electrophaes och familjen mätare. Inga underarter finns listade i Catalogue of Life.